# Jude Bondèze
Jude Bondèze, né le 27 août 1955 à Bangui et mort le 26 décembre 2010 à Paris 15e, est un auteur-compositeur, chanteur et danseur centrafricain. Il est principalement connu pour son titre Tene Sango.

## Biographie
Jude Bondèze naît et grandit en République centrafricaine avant de décrocher une bourse pour étudier à Maux où il décroche son baccalauréat en 1978. Il poursuit ensuite ses études mais les abandonne rapidement pour se consacrer à la danse et la musique. Il travaille également comme mannequin en France et en Suisse,.
Il est le premier chanteur à enregistrer un album en sango en 1981,.
En refusant de chanter en français, il a contribué à promouvoir le sango (notamment grâce à son titre à succès Tene Sango) ainsi que le mambo centrafricain.

## Discographie
- Ndomo Zo ti Popo (1981)
- Tene Sango (1983)
- E Ba Kwa (1985)